# Crackle
Crackle fue una red de video multiplataforma, administrada por Chicken Soup for the Soul Entertainment.

## Historia
En enero del 2004, fue fundada la compañía Grouper en San Francisco, por Josh Felser, Aviv Eyal, Dave Samuel y Mike Sitrin. La compañía tenía como objetivo promover un nuevo método para compartir archivos de medios personales en Internet utilizando tecnología de red p2p. El producto fue lanzado como aplicación de escritorio para la plataforma Windows en mayo de 2005. La red permitía que los usuarios crearan grupos para sus amigos y miembros de familia y que compartieran archivos personales tales como fotos, videos y documentos con sus grupos. El producto utilizó tecnología p2p para crear la red social y para permitir la distribución de un número ilimitado de archivos en pequeños grupos.
Grouper fue una de las primeras aplicaciones de escritorio enlazadas que fue desarrollado usando la plataforma de .NET. Estaba escrita en lenguaje C#. Posteriormente, en 2005 Grouper cambió su estrategia para concentrarse en el uso de Internet para la distribución de videos generado por usuarios. Grouper experimentó crecimiento en la medida que se popularizó la generación de contenido de video por los usuarios de internet durante los años 2005 y 2006.
Grouper fue uno de los primeros sitios de Internet que permitía compartir video en formato rss. En agosto de 2006, Sony adquirió Grouper Networks, Inc., por $65 millones de dólares.
Bajo el control de Sony, Grouper lanzó un protector de pantalla que permite observar vídeo de Internet en las computadoras Sony VAIO, desarrollando así mismo un servicio que permite las transferencias directas de video al PlayStation portable (PSP) y un servicio que permite ver video de Internet en televisores Sony BRAVIA. Grouper también desarrolló software para que la cámara Sony NSC-GC1 pudiese compartir sus videos. Los dueños de la cámara pueden compartir video en línea usando el software de la PC que se incorpora a la memoria Flash de la cámara. 
En julio de 2007, Sony anunció que la marca Grouper sería renombrada como Crackle, una red de videos de entretenimiento y estudio multiplataforma. El 17 de abril de 2012 Crackle anuncia el lanzamiento de sus servicios en diecisiete países de habla hispana, convirtiéndose en la única red en línea de la región que ofrece todo el tiempo películas y series de televisión a los consumidores gratuitamente, en forma legal y sin necesidad de registrarse. Crackle ofrece películas nuevas cada semana, y mantiene cerca de 150 títulos en cartelera, incluyendo películas de los estudios Columbia Pictures, TriStar Pictures, Screen Gems, Sony Pictures Classics y otras, además de episodios completos de series de televisión.
En 2017, Crackle dejó de ser un servicio gratuito en Latinoamérica. Sin embargo, a diferencia de la mayoría de sus competidores, es necesario ser un suscriptor de algún proveedor de televisión de paga que este asociado con Crackle para poder registrarse como usuario y tener acceso al servicio.
En marzo de 2019, Sony vendió su participación mayoritaria en Sony Crackle a Chicken Soup for the Soul Entertainment, y el nombre se cambió a Crackle nuevamente. Posteriormente, el 15 de diciembre de 2020, Sony vendió su participación restante en Crackle , otorgando el control total a Chicken Soup for the Soul.
Desde el 30 de abril de 2019, Crackle dejó de operar en Latinoamérica.